# Shoichi Nishimura
Shoichi Nishimura (født 18. april 1912, død 22. marts 1998) var en japansk fodboldspiller.

## Japans fodboldlandshold
| Japans landshold | Japans landshold | Japans landshold |
| År               | Kmp              | Mål              |
| ---------------- | ---------------- | ---------------- |
| 1934             | 2                | 1                |
| Total            | 2                | 1                |